# Dan Hawkins (allenatore di football americano)
Danny Clarence Hawkins (Fall River Mills, 10 novembre 1960) è un allenatore di football americano statunitense che ha giocato al college come fullback.
Suo figlio Cody ha giocato come quarterback, per poi diventare allenatore.

## Palmarès
- 1 Mondiale (2015)
- 1 SM-final (Carlstad Crusaders, 2015)